# Escalar de Kretschmann
Na teoria das variedades de Lorentz, especialmente no contexto de aplicações na relatividade geral, o escalar de Kretschmann é um escalar invariante quadrático. Foi introduzido por Erich Kretschmann.

## Definição
O invariante de Kretschmann é 
{\displaystyle K=R_{abcd}\,R^{abcd}}
onde {\displaystyle R_{abcd}} é o tensor de curvatura de Riemann. Devido a ser uma soma dos quadrados dos componentes de tensores, este é um invariante quadrático.
Para um buraco negro de Schwarzschild, o escalar de Kretschmann scalar é 
{\displaystyle K={\frac {48G^{2}M^{2}}{c^{4}r^{6}}}\,.}